# Klaus Baier
Jürgen Hans Klaus Baier (* 31. August 1960 in Annaberg-Buchholz) ist ein deutscher Politiker der DSU und ehemaliges Mitglied der Freiheitlichen Partei Deutschlands sowie der NPD.

## Leben
Baier schloss die Polytechnische Oberschule mit der 10. Klasse ab und absolvierte Ausbildungen zum Fahrzeugmechaniker und zum Rettungsassistenten. Später arbeitete er als Geschäftsführer und Gesellschafter eines privaten Krankenpflegedienstes, bis dieser verkauft wurde.
Im Februar 1998 trat er in die NPD ein. Im Mai 1999 wurde er Kreisvorsitzender des von ihm mitgegründeten NPD-Kreisverbands Annaberg-Buchholz und im Oktober 1999 Mitglied im NPD-Landesvorstand Sachsen. Bei der Bundestagswahl 2002 kandidierte Baier für den Wahlkreis 166 Annaberg – Aue-Schwarzenberg für den 15. Deutschen Bundestag und erzielte 3,3 % der Erststimmen. Im September 2004 wurde er Stadtrat in Annaberg-Buchholz und Vorsitzender der zweiköpfigen NPD-Stadtratsfraktion. Er war Mitglied im städtischen Verwaltungsausschuss. Bei der Landtagswahl am 19. September 2004 wurde Baier über die Landesliste der NPD in den Sächsischen Landtag gewählt.
Am 21. Januar 2005 verließ Baier mitsamt der NPD-Fraktion den Sitzungssaal des Sächsischen Landtags, nachdem Landtagspräsident Erich Iltgen (CDU) auch zum stillen Gedenken an die Opfer des Holocaust aufgerufen hatte. Ein zuvor von der NPD gestellter Antrag hatte vorgesehen, nur an die Bombenangriffe auf Dresden am 13. Februar 1945 zu erinnern. Dieser Vorfall löste einen politischen Eklat mit bundesweiter Resonanz aus.
Am 21. Dezember 2005 erklärte der Sprecher des Sächsischen Verfassungsschutzes, Alrik Bauer, gegenüber MDR 1 Radio Sachsen, dass Klaus Baier aus der NPD ausgetreten sei. Baier begründete diesen Schritt mit seiner Enttäuschung über die Entwicklung der NPD, die die Interessen ihrer Wähler nicht mehr vertrete. Er wolle aber im Landtag als fraktionsloser Abgeordneter weiter mitarbeiten. Sein ehemaliger Fraktionskollege Mirko Schmidt war bereits am 17. Dezember 2005 aus der NPD ausgetreten, und der Leipziger Abgeordnete Jürgen Schön folgte am 23. Dezember 2005. In einem Interview schilderte Baier den ARD-Tagesthemen am 22. Dezember 2005, es habe neben Beschimpfungen auch anonyme Drohungen gegen ihn gegeben. Klaus Baier und Mirko Schmidt hätten die Polizei um Schutz gebeten. Der Verfassungsschutz, der Schmidt zunächst geholfen hatte unterzutauchen, hielte diesen Personenschutz auch im Fall Baiers für notwendig. Der sächsische NPD-Fraktionsvorstand erklärte am 21. Dezember 2005, Baiers Austritt sei „kein Verlust für die NPD-Fraktion, da er sich ebensowenig wie Herr Schmidt in die politische Arbeit eingebracht“ habe. Gegen den Vorwurf seiner ehemaligen Fraktion, er habe „Medienberichten zufolge eine 'recht intensive Zusammenarbeit' mit dem Verfassungsschutz gepflegt“, setzte sich Baier am 22. Dezember 2005 mit der eidesstattlichen Versicherung zur Wehr, er habe „niemals für den Verfassungsschutz sowie einen anderweitigen Geheimdienst gearbeitet“.
Im Januar 2006 trat Klaus Baier – wie auch Jürgen Schön – in die gemäßigt-nationale Freiheitliche Partei Deutschlands ein, wechselte aber bereits im Oktober 2006 zur Deutschen Sozialen Union (DSU). Die DSU war damit erstmals seit der Wendezeit wieder in einem überregionalen Parlament vertreten.
Vor der Landtagswahl in Sachsen 2009 meinte Baier, „daß Sachsen eine seriöse demokratische Alternative rechts der Union dringend benötigt“. Im September 2009 schied er aus dem Landtag aus.
Klaus Baier ist verheiratet und hat drei Kinder.